# Диарвиль
Диарви́ль (фр. Diarville) — коммуна во французском департаменте Мёрт и Мозель, региона Лотарингия. Относится к  кантону Аруэ.

## География
Коммуна расположена в 290 км к востоку от Парижа и в 34 км к югу от Нанси. Соседние коммуны: Сен-Фирмен на севере, Жевонкур на северо-востоке, Маренвиль-сюр-Мадон на востоке, Бузанвиль и Буленкур на юго-западе, Форсель-су-Гюнье на западе, Уссевиль на северо-западе.

## История
На территории Диарвиля поселения известны ещё с бронзового века по кельтским захоронениям. В галлороманский период здесь появилось поселение Dyar Villa, от которого произошло современное название коммуны. В средние века вплоть до 1789 года Диарвиль принадлежал графам де Водемон.

## Демография
Население коммуны на 2010 год составляло 499 человек.
| 1962 | 1968 | 1975 | 1982 | 1990 | 1999 | 2010 |
| ---- | ---- | ---- | ---- | ---- | ---- | ---- |
| 441  | 422  | 409  | 426  | 453  | 436  | 499  |